# Desmodora cephalophora
Desmodora cephalophora är en rundmaskart som beskrevs av Allgen 1947. Desmodora cephalophora ingår i släktet Desmodora och familjen Desmodoridae. Inga underarter finns listade i Catalogue of Life.